# Припять (село)
Припять (укр. Прип'ять) — село в Шацкой поселковой общине Ковельского района Волынской области Украины.
Код КОАТУУ — 0725784201. Население по переписи 2001 года составляет 591 человек, а в 2023 году 545 человек. Почтовый индекс — 44030. Телефонный код — 3355. Занимает площадь 2,04 км².

## История
В 1946 году указом ПВС УССР село Бутмер переименовано в Припять.
До 2020 года входило в Шацкий район.